# Ricardo Sanabria
Ricardo Sanabria Acuña, mais conhecido como Sanabria (San Lorenzo, 31 de outubro de 1969), é um ex-futebolista paraguaio que atuava como zagueiro. 

## Carreira
No Brasil, atuou pelo Avaí. 
Ele representou a Seleção Paraguaia de Futebol nas Olimpíadas de 1992. e as eliminatórias para a Copa do Mundo FIFA de 1994 pela seleção de seu país.